# サクテン野生生物保護区
座標: 北緯27度17分 東経91度57分 / 北緯27.28度 東経91.95度
 サクテン野生生物保護区（サクテンやせいせいぶつほごく、英語：Sakteng Wildlife Sanctuary）は、主にブータンのタシガン県に位置し、境を越えてサムドゥプ・ジョンカル県にもまたがる自然保護区である。ブータンの保護区の一つであり、ブータンのユネスコ世界遺産暫定リストにおいて暫定遺跡として登録されている。 

## 植物相と動物相

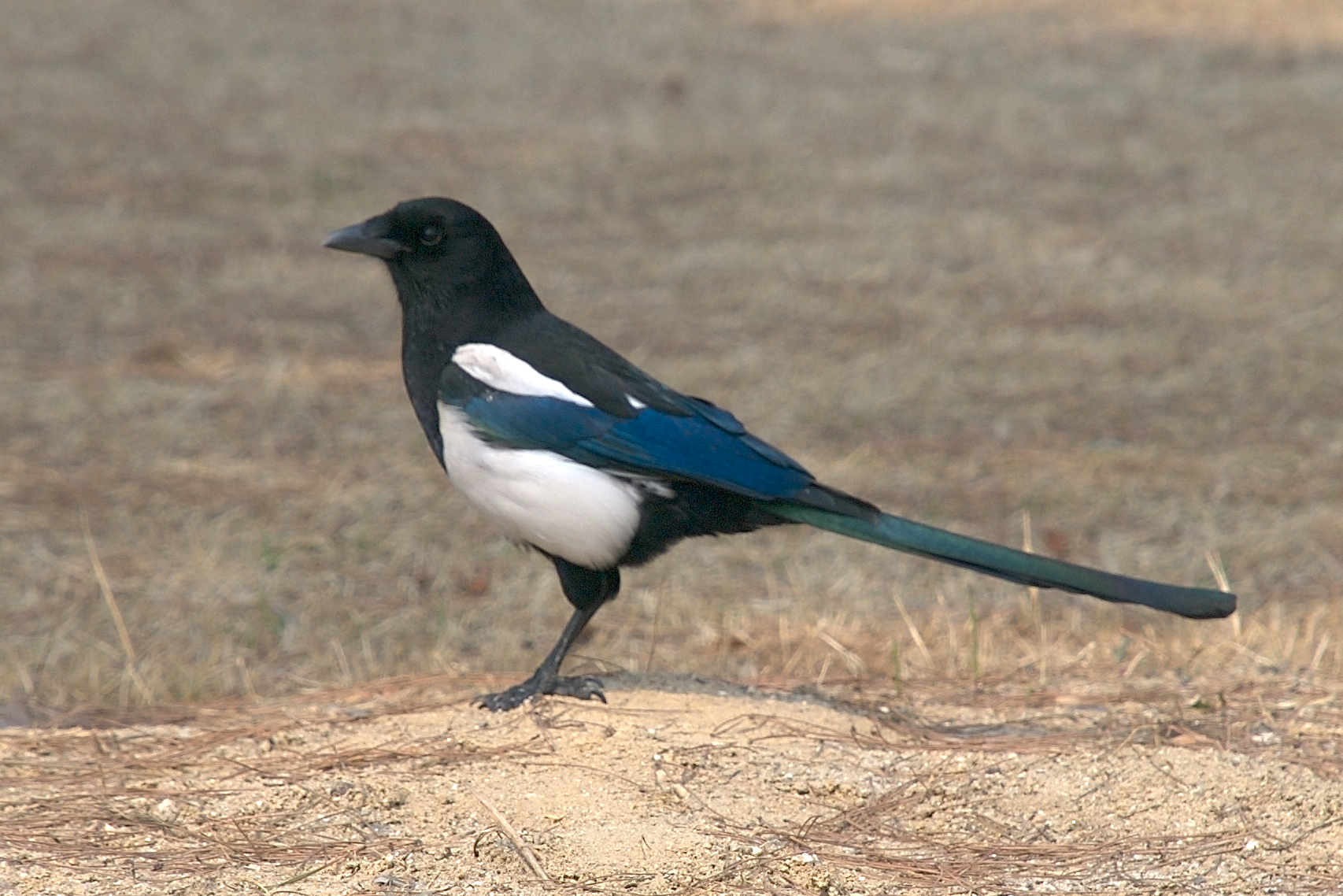
ヒマラヤカササギ

ブータンの最東端の温帯生態系と景観を代表する保護区であり、東ヒマラヤ亜高山帯針葉樹林のエコリージョンに属している。イースタンブルーパインやヒマラヤカササギなど、いくつかの固有種を保護している。 
サクテン野生生物保護区は、イエティのような未確認生物で科学的には確認されていないが地元の人々に強く信じているミゴイを保護するために作られた。ミゴイはこの地域の北部に生息していると考えられている。 

## 領土紛争
サクテン野生生物保護区を含むこの地域は、2020年6月に中国政府が中国とブータンの間で争われている領土であると主張したことでニュースになった。ブータンはこの主張を否定し、中国が過去に領有権を主張したことはないと否定した。2020年7月、国境道路公団BROは、ブータン東部と西部タワン地域を結ぶ道路、例えばサクテン野生生物保護区を通るルムラ－タシガン道路のような新たな戦略的道路の建設を任務とした。